# Sanuki (Kagawa)
Sanuki (jap. さぬき市, -shi) ist eine Stadt in der japanischen Präfektur Kagawa.

## Geschichte
Die Stadt Sanuki wurde am 1. April 2002 aus den ehemaligen Gemeinden Tsuda (津田町, -chō), Ōkawa (大川町, -chō), Shido (志度町, -chō), Sankawa (寒川町, -chō) und Nagao (長尾町, -chō) des Landkreises Ōkawa gegründet. Dem Namen der Stadt liegt der alte Provinzname Sanuki (讃岐) zu Grunde.

## Sehenswürdigkeiten

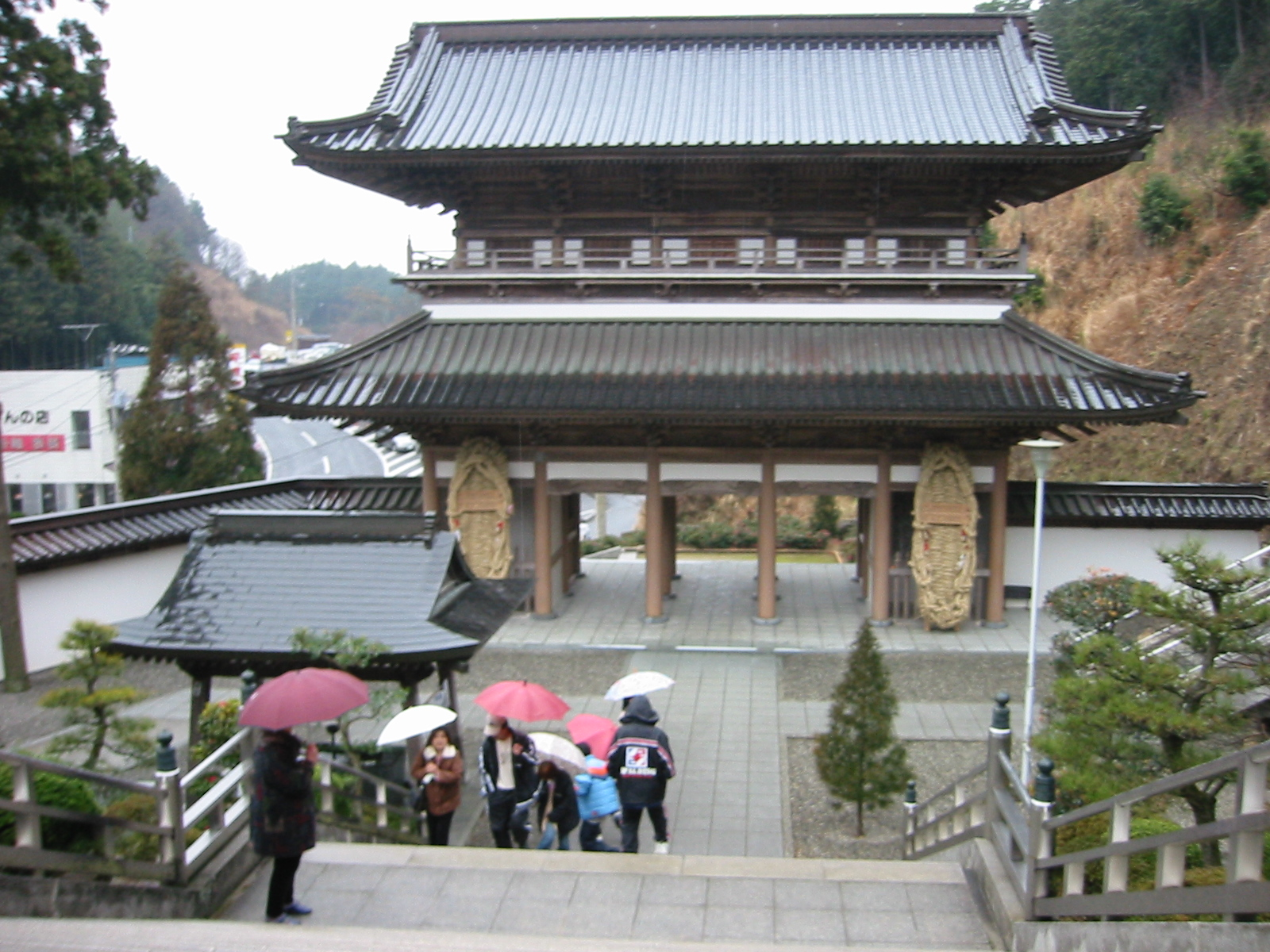
Ōkubo-ji

- Die letzten drei Tempel des Shikoku-Pilgerwegs:
  - Nr. 86 Shido-ji
  - Nr. 87 Nagao-ji
  - Nr. 88 Ōkubo-ji

## Verkehr
- Zug:
  - JR Kōtoku-Linie
- Straße:
  - Takamatsu-Autobahn
  - Nationalstraße 11: nach Tokushima und Matsuyama
  - Nationalstraße 377

## Bildung
In Sanuki befindet sich der Campus Kagawa der privaten Bunri-Universität Tokushima.

## Angrenzende Städte und Gemeinden
- Higashikagawa
- Takamatsu
- Mima
- Awa

## Städtepartnerschaften
- Eisenstadt, seit 1993[1][2]

## Söhne und Töchter der Stadt
- Hiraga Gennai (1728–1780), Naturforscher und Maler, geboren in Shido
- Toshihiro Horikawa (* 1989), Fußballspieler